# Sixto Mir Baldrich
Sixto Mir Baldrich (Vinaròs 1902 - Sant Carles de la Ràpita 1958) va ser un músic valencià.
S'inicià com a trompetista i després passà a ser compositor i professor. Fou director de la banda de la Societat Musical La Unió Filharmònica de Sant Carles de la Ràpita des de 1947 fins a la seva mort el 1958.
El 2017 s'inaugurà l'Auditori Municipal Sixto Mir, en honor seu, a Sant Carles de la Ràpita.